# Groß Schacksdorf-Simmersdorf
Groß Schacksdorf-Simmersdorf, in lusaziano Tšěšojce-Žymjerojce, è un comune di 762 abitanti del Brandeburgo, in Germania.

Appartiene al circondario della Sprea-Neiße (targa SPN) ed è parte della comunità amministrativa (Amt) Döbern-Land.

## Storia
Il comune di Groß Schacksdorf-Simmersdorf venne creato il 31 dicembre 2001 dalla fusione dei comuni di Groß Schacksdorf e di Simmersdorf.

## Geografia antropica

### Suddivisioni amministrative
Il territorio comunale comprende 2 centri abitati (Ortsteil):
- Groß Schacksdorf / Tšěšojce
- Simmersdorf / Žymjerojce